# 兴平公主 (北凉)
兴平公主（？—447年），中国北凉武宣王沮渠蒙逊之女。
433年，北魏太武帝派遣李顺迎沮渠蒙逊之女为夫人。沮渠蒙逊卒，沮渠牧犍称先王遗意，派遣左丞宋繇送其妹兴平公主到北魏，拜右昭仪。439年，北凉灭亡，沮渠牧犍归降北魏。太平真君八年（447年），沮渠牧犍被密告谋反，兴平公主受到牵连，兄妹被一同赐死。